# Клир Лејк (округ Скаџит, Вашингтон)
Клир Лејк (енгл. Clear Lake, Skagit County) насељено је место без административног статуса у америчкој савезној држави Вашингтон.

## Демографија
По попису из 2010. године број становника је 1.002, што је 60 (6,4%) становника више него 2000. године.
| Група             | 2000.       | 2010.       |
| Белци             | 889 (94,4%) | 886 (88,4%) |
| Афроамериканци    | 1 (0,1%)    | 7 (0,7%)    |
| Азијати           | 5 (0,5%)    | 3 (0,3%)    |
| Хиспаноамериканци | 15 (1,6%)   | 67 (6,7%)   |
| Укупно            | 942         | 1.002       |